# 638

## Събития
- Халиф Омар превзема Йерусалим след неколкомесечна обсада; Египет пада под арабска власт

## Починали
- 12 октомври – Хонорий I, римски папа